# Software Product Line Conference
Die International Software Product Line Conference ist eine Konferenzserie mit Fokus auf das Thema Produktlinienentwicklung.
Die Serie entstand durch Fusion der vorhergehenden Konferenzreihen Software Product Line Conference (organisiert durch das Software Engineering Institute in den Vereinigten Staaten) und des Product Family Engineering Workshops, inklusive seiner Vorläuferworkshops (organisiert in Europa). Diese zählen explizit als Vorläuferkonferenzen mit. Die Historie der Konferenzen geht daher bis ins Jahr 1996 zurück.
Einzelne Konferenzen haben zwischen 150 und 250 Teilnehmer, davon ein signifikanter Anteil aus der Industrie (bis zu 50 %). Die Konferenz umfasst mindestens einen Forschungs- und einen Industrie-Track. Seit der "First Product Line Conference" im Jahr 2000 gibt es eine Hall of Fame. Diese soll herausragende Beispiele für Produktlinien aus der industriellen Praxis beschreiben.